# بوجميع
بوجمعة حكور المعروف باسم «بوجميع» (1944 - 26 أكتوبر 1974)، هو موسيقي ومسرحي وزجلي وفنان موسيقى تراثية أصيلة مغربي، من مواليد عام 1944 بدرب مولاي الشريف بالحي المحمدي بمدينة الدار البيضاء وبالضبط بكريان «خليفة»، ازداد وترعرع في أحضان الحي المحمدي وتشبع بثقافته البيضاوية منذ بداية حركات المقاومة بالمدن المغربية إلى عهد الاستقلال ثم موجات وحركات الستينيات والسبعينيات العالمية. تعود جذور والديه إلى منطقة لمنابهة بنواحي اقليم تارودانت، ظل يرافقه دعدوعه (آلة موسيقية تراثية) كالظل، على خشبة المسرح والحي وجميع نشاطاته الفنية.

## البدايات في المشوار الفني
اسمه الكامل حكور بو جمعة، ولد بالحي المحمدي بالدار البيضاء كبرى المدن المغربية سنة 1944 بأحد أقدم الأحياء البيضاوية الهامشية إبان الحقبة الإستعمارية، المعروف بكريان خليفة، من أسرة كادحة انحدرت من الجنوب المغربي، تابع دراسته الابتدائية والإعدادية حتى حدود السنة الرابعة إعدادي، بما كان يعرف بمستوى «البروفي»، وهو مستوى معتبر، حسب المقاييس الدراسية لتلك الفترة. حيث غادرها مكرها لظروف عائلية سنة 1964. بعد ذلك احترف مهنا متعددة لمساعدة والده على تحمل مشاق الحياة فاشتغل بمعامل النسيج، التصبير والحديد. وكان شديد الولع بالأهازيج الشعبية منذ طفولته كما كان متأثرا جدا بجلسات الزاوية وحلقات الذكر الصوفية التي كان يحضرها إلى جانب والده حكور إبراهيم.

بوجميع في أقصى يمين الصورة، رفقة بقية أعضاء فرقة ناس الغيوان في بداية السبعينات من القرن الماضي. من أقصى اليمين إلى اليسار: بوجميع، عبد الرحمان (باكو)، العربي باطما، عمر السيد، علال يعلى.

بالنسبة لبدايات بوجميع الفنية، فقد كانت في بدايات الستينيات من القرن العشرين، إذ أسس بمعية مجموعة من رفاقه من أبناء الحي المحمدي فرقة مسرحية تسمى «رواد الخشبة»، وكان من بين أعضائها الفنان عمر السيد، وقد ألف بوجميع لهذه الفرقة مجموعة من النصوص المسرحية التي أدتها الفرقة المسرحية، مثل «المسمار»، «فلسطين»، «الحاجة كنز».
ثم التحق بفرقة المسرح البلدي التي كان يشرف عليها الطيب الصديقي، وقد شارك بوجميع في أشهر مسرحياتها مثل «سيدي ياسين في الطريق» و«عبد الرحمان المجذوب»، وأيضا «الحراز».

## بوجميعوناس الغيوان
كان يرتاد مقهى بالدار البيضاء يرتاده المثقفون، وهناك التقى بالقصاص المغربي الراحل، محمد زفزاف، وحدثه عن حلم كان ما يزال ساعتها جنينيا، وهو تأسيس مجموعة فنية بتصور جديد ونمط مختلف لحنا وأداء وكلمات. لم يثبط زفزاف من عزم بوجميع، ولكن صاحب قصة الثعلب الذي يظهر ويختفي أدرك بالمقابل، حجم التحدي الذي ينتظر مجموعة تريد التجديد والقطع مع الماضي وثوابته الفنية المتحجرة. أسس بوجميع وغنى فين غادي بيا خويا والصينية وغيرهما من الروائع، ثم ذات يوم حزين أسلم الروح بعد أن تقيأ دما. رحل الرجل وبقي صداه إلى اليوم في مسامع عشاقه، ولعل سر هذا الفنان هو بالضبط ما لخصه شقيقه محمد حين قال «ربما كان بوجميع يريد قول أشياء أو إيصال أمور وقضايا أكبر من مجرد حمل الدعدوع والصدح بالغناء»، وبرحيل بوجميع دشنت الإيوان بداية علاقتها مع عنصري الزمن والموت الذي سيطارد كثيرا من أعضائها.

## حادثة الوفاة والشّكوك التي لازالت خلفها
عايش بوجميع الأب الروحي معية العربي باطما في دروب ناس الإيوان المجاور لمعتقل درب مولاي شريف السري، أياما عصيبة من تاريخ المغرب بما يسمى في المراجع التاريخية والسياسية والحقوقية والإعلامية ب«سنوات عهد الرصاص»، ونظرا لطريقة وفاته عن طريق التسمم أو التسميم، فقد اثيرت عدة تساؤلات وشبهات حول وفاته، بل وحمل بعضهم الأجهزة الأمنية آنذاك المسؤولية المباشرة، واعتبرها عملية اغتيال في حق الفنان ذو الميولات الفنية الثورية، الذي لم يكن خفيا عن التقاء الموجة الغيوانية في عهدها البوجميعي، والموجة اليسارية الثورية للحركات اليسارية إبان سنوات السبعينيات، رغم عدم تواجد أي خلفية سياسية أو إيديولوجية للفنان أو للمجموعة بشكل عام، وإنما كان خط الالتقاء في رفض الأوضاع القائمة على قمع الحريات والتسلط،  بما يمكن أن يصطلح عليه في المراجع التي تأخذ في الشأن المغاربي بسنوات عهد الرصاص السوداء، في وقت كان فيه القمع وتكميم الأفواه هو العملة السائدة.
فالفنان الذي أبان عن علو كعب وموهبة جمالية فنية، ترتبط بالتراث المغربي الأصيل ارتباطا وثيقا، فقد اتخذ موقفا فنيا جماليا من خلال هذه الأغاني والأشعار التراثية التي تغنى بها بإيقاعات تراثية مختلفة للمغرب العميق، لشخصيات لها جذور في التراث القديم كعبد الرحمن المجذوب ووبوعلام الجيلاني، وابن المؤقت المراكشي..
لم يتموقع الشاب بوجميع في موقع معين ضد موقع آخر، أو يشتغل لحساب رؤية سياسة ضد رؤية سياسية معاكسة، بل ظل يعبر عن ما يمور في الوجدان المغربي في الدواخل وفي السريرة، هذا هو الأفق الذي يمكن أن نفهم من خلاله الموقف الفني من خلال تجربة مع الظاهرة الغيوانية.
ولكن تبقى حادثة الوفاة مجرد تكهنات، أمام غياب أي أدلة مادية، أو دلائل ومؤشرات قوية لم تتبنى أي جمعية أو منظمة حقوقية القضية، وبقي على أروقة الصحافة والإعلام والتأريخ للإشارة من داخل حادثة الوفاة نفسها، كما هو الأمر يالنسبة لهذا القسم من المقالة على الموسوعة الويكيبيدية.
يرى عبد الله شقيق أن بوجميع كان يتمتع بصحة جيدة وأن ادعاء وفاته بقرحة المعدة فيه كثير من اللبس، لقد شارك بوجميع في سهرة طلابية بمدينة القصر الكبير يوم 24 أكتوبر 1974 بعدها بثلاثة أيام سيصل خبر وفاته إلى أسرته في منتصف ليلة 27 من أكتوبر.
نزل الخبر كالصاعقة على الأسرة فهرول الأخ والأم إلى حي «روش نوار» حيت كانت المجموعة تكتري بيتا لإقامة التمارين الموسيقية وكان بوجميع أيضا يسكن هذا البيت.
يقول عبد الله (أخوه) لما وصلت كانت «كشكوشة» في فمه تنبئ أن الموت لم تكن طبيعية، وإلى جانب رأسه قارورة ماء معدني وعلبة طماطم «حك مطيشة» انتظرنا حتى الصباح – يقول عبد الله-، وحضر الطبيب الذي رفض دفن الجثة في البداية إلى حين التوصل بتقرير الطبيب الشرعي بعد تشريح الجثة لمعرفة أسباب الوفاة، مؤكدا أن وفاته والحالة التي عليها لا تنبئ بكون وفاته طبيعية.
ويضيف عبد الله، لقد خرج الطبيب من البيت لدقائق وعاد مسرعا مطالبا بدفن الجثة وبوجه السرعة، وأصر على أن يحضر مراسيم الدفن، متراجعا عن مطالبته بتقرير الطبيب الشرعي....
وفي معرض حديثه عن ملابسات الوفاة يؤكد «عبد الله» أن سيارة تابعة للدولة حملته إلى منزله قبل ساعات من وفاته وكان وقتها متعبا تناول كأسين من مشروب «اللويزا»...
مسألة أخرى تظل لغزا غامضا في الساعات الأخيرة من حياة الراحل، ذلك أنه كان على علاقة مع فتاة اسمها «شافية» يحتمل أن تكون على علاقة بجهاز أمني، ويشتبه في أن يكون دورها كان يتجسد في مراقبة بوجميع ومن خلاله الفرقة على اعتبار أنه كان دينامو الفرقة التي لا تتحرك ألا بإشارة منه.
شافية اختفت قبل وفاته بيوم أو أكثر، ويحتمل أن تكون قد سافرت إلى الجزائر.
رغم كل هذا تظل الموت نهاية النهايات وخاتمة الخاتمات وسببها يظل لغزا محيرا يرجى حله إلى أجل غير مسمى...
لكم أن تتصوروا انتم أخواني سيناريوهات ما يلي...
- لماذا رجع الطبيب مسرعا وأمر بدفنه على وجه السرعة... من المؤكد أن أوامر عليا صدرت وأرهبت الطبيب فعدل عن قراره
- «اللويزا» ساد في المعتقد الشعبي أن هذه النبتة تخلط بالماء الدافئ ويشربها المريض الذي يعاني من تسمم في الجهاز الهضمي ناتج عن شيء أكله أو شربه...
وتظل مجرد شكوك في غياب أدلة علمية وقطعية، وغياب التحقيق في ظروف كان يعيشها المغرب، شبيهة بعهد السيبة آنذاك، وهناك من يقول أن أغنية بوجميع «اللي فالدرهم ما بغى يفهم» والمقصود الملك الراحل الحسن الثاني، فبعض المغاربة يقولون أن كلمات الأغنية كانت سبب حتفه، ولكن تبقى مجرد شكوك غير موثقة. 
فالظرفية التي كان يعيش فيها المغرب والمتسمة بقمع الحريات والتنكيل الذي طال الحركات التقدمية والتي لم يكن الراحل بوجميع يخفي تعاطفه معها•• كل السيناريوهات تبقى واردة، لكن الذي يظل خالدا هو صورة هذا الفنان الذي صنع مجده بمواقفه في الحياة وفي الفن وعبر التزامه بالتعبير عن انشغالات الطبقات الشعبية التي ظل وفيا لها حتى مماته.

## وصلات خارجية
- في أغنية«فين غادي بيا خويا..» على مدونة محمد بوعلام عصامي
- ثقافة وفن: موقع الجزيرة.نت"ناس الإيوان..ملحمة جيل مبدع
- مقالة بصحيفة «العرب بلندن»:(ناس الإيوان مبدعون لأنهم مجاذيب)